# Suskast
Een suskast is een ventilatierooster met een verhoogde geluidwering.
Suskasten worden toegepast in situaties waarin een gebouw natuurlijk wordt geventileerd en onderhevig is aan een geluidsbelasting door bijvoorbeeld vliegverkeer, wegverkeer, railverkeer of industrie.
De extra geluidwering wordt verkregen door de lucht langs absorberende materialen te leiden, die een deel van de geluidenergie absorberen. 
De suskast wordt gekenmerkt door de relatie tussen de geluidwering en de maximaal te behalen ventilatiecapaciteit. Hoe hoger de geluidsisolatie, hoe kleiner of langer de spleet, hoe lager de ventilatiecapaciteit.
Suskasten kunnen geplaatst worden op het glas, op het kozijn, of worden weggewerkt achter het binnenspouwblad. In het laatste geval is alleen een spleet zichtbaar tussen het kozijn en het metselwerk.
Suskasten worden over het algemeen fabrieksmatig geproduceerd, maar zijn ook in het werk te maken (de bouwkundige suskast).